# Concordanciador
Um concordanciador é um programa de computador que constrói  concordâncias automaticamente. 
Na  linguística de corpus, os concordanciadores são utilizados para listar as ocorrências de uma determinada palavra ou frase, a qual fica centralizada, com uma quantidade definida de contextos, tanto da esquerda como da direita, fornecendo uma visualização privilegiada do item. De forma geral, muitos concordanciadores, além de produzirem concordâncias, também executam outras funções, como listar a frequência de palavras em um texto ou corpus, extrair palavras-chave e colocados. É o caso dos programas WordSmith, MonoConc, AntConc, entre outros.